# 马泉街道
马泉街道，是中华人民共和国陕西省咸陽市秦都区下辖的一个乡镇级行政单位。

## 行政区划
马泉街道下辖以下地区：
茂陵东街社区、茂陵西街社区、陕广厂社区、马泉村、渭店村、赵家村、姜家村、查田村、安家村、程家村、大泉村、陈家台村和粉铺村。